# Stanisław Szozda
Stanisław Szozda (25 settembre 1950 – Breslavia, 23 settembre 2013) è stato un ciclista su strada polacco.

## Palmarès

### Olimpiadi
- 2 medaglie:
  - 2 argenti (Monaco di Baviera 1972 nella corsa a cronometro a squadre; Montréal 1976 nella corsa a cronometro a squadre)

### Mondiali
- 5 medaglie:
  - 2 ori (Barcellona 1973 nella corsa a cronometro a squadre; Mettet-Yvoir 1975 nella corsa a cronometro a squadre)
  - 1 argento (Barcellona 1973 nella corsa in linea)
  - 2 bronzi (Mendrisio 1971 nella corsa a cronometro a squadre; San Cristóbal 1977 nella corsa a cronometro a squadre)